# Мохамед Абдельвагаб
Мохамед Абдельвагаб (1 жовтня 1983, Фаюм — 31 серпня 2006, Каїр) — єгипетський футболіст, що грав на позиції лівого захисника, зокрема за національну збірну Єгипту: у складі якої — володар Кубка африканських націй. Помер у 22-річному віці під час тренування.

## Клубна кар'єра
У дорослому футболі дебютував 2001 року виступами за команду «Алюмініум» (Наг-Хаммад), у якій провів два сезони.
2003 року був запрошений до еміратського клубу «Аль-Дхафра», звідки відразу відданий в оренду на батьківщину до «ЕНППІ». За рік, у 2004, також як орендований гравець перейшов до іншої каїрської команди, «Аль-Аглі». Згодом «Аль-Аглі» вирішив укласти з Абдельвагабом повноцінний контракт, проте трансферна пропозиція не задовільнила «Аль-Дхафру». Попри це футболіст залишився в Каїрі та тренувався з «Аль-Аглі», очікуючи вирішення ситуації, адже його контракт з еміратським клубом, на його думку, передбачав можливість одностороннього розірвання.
Питання клубної приналежності гравця залишалося відкритим на 31 серпня 2006 року, коли він знепритомнів на тренуванні, після чого помер по дорозі до лікарні. Пізніше причиною трагедії було названо наявністьу футболіста вродженої вади серця.

## Виступи за збірні
2003 року залучався до складу молодіжної збірної Єгипту.
2004 року дебютував в офіційних матчах у складі національної збірної Єгипту. Був основним лівим захисником збірної на домашньому для неї Кубку африканських націй 2006, де допоміг команді здобути титул континентального чемпіона.
Загалом протягом трирічної кар'єри в національній команді провів у її формі 18 матчів, забивши 1 гол.

## Титули і досягнення
- Чемпіон Африки (U-20): 2003
- Чемпіон Єгипту (2):

«Аль-Аглі»: 2005, 2006
- Переможець Ліги чемпіонів КАФ (1):

«Аль-Аглі»: 2005
- Володар Кубка африканських націй (1):

2006